# JWP認定ジュニア王座&POP王座
JWP認定ジュニア&POP王座（ジェー・ダブリュー・ピーにんていジュニア・アンド・ピー・オー・ピーおうざ）は、JWP女子プロレスとJDスター女子プロレスが管理、認定していた王座。

## 歴史
1995年、JWP女子プロレスがキャリア4年以内の選手を対象にした王座としてJWP認定ジュニア王座を創設。6月16日、JWP両国国技館大会で行われた初代王座決定巴戦に勝利したキャンディー奥津が初代王者になった。
2006年、JDスター女子プロレスがキャリア3年以内の選手を対象にした王座としてプリンセス・オブ・プロレスリング王座を創設。6月24日、JDスター新木場1stRING大会で開催された「LEAGUE PRINCESS」に優勝した風香が初代王者になった。
2007年4月、プリンセス・オブ・プロレスリング王座が防衛期限切れにより王座預かりとなる。6月17日、JDスター新木場1stRING大会で開催された「LEAGUE PRINCESS」に優勝したJWP認定ジュニア王者の中島安里紗が第3代プリンセス・オブ・プロレスリング王者になった。5月20日、JDスターの解散により、プリンセス・オブ・プロレスリング王座の管理団体がJWPに移った。11月18日、ティラノサウルス奥田がJWP認定ジュニア王座とプリンセス・オブ・プロレスリング王座を獲得してジュニア二冠王者になった。以降は2つの王座の防衛戦が同時に行われている。
2009年10月18日、2つの王座で挑戦資格に相違があったため、キャリア4年以内の選手を対象に改められた。
2010年6月、キャリア5年以内の選手を対象に改められた。
2012年5月22日、キャリア4年以内の選手を対象に改められた。
2017年4月2日、JWPの活動停止により、JWP認定ジュニア王座を管理、認定しているJWPプロデュースが継続して管理するため封印。プリンセス・オブ・プロレスリング王座の管理団体がPURE-J女子プロレスに移った。
2019年9月4日、「キャリア問わず。コマンド・ボリショイプロデュース大会PURE PRINCESSの大会MVPが新王者となる。MVP選出は大会当日の観客、同王座実行委員会によって選出」という新規定が適用された。
2021年1月12日、キャリア4年以内の選手を対象に改められた。

## 歴代王者

### JWP認定ジュニア王座
| 歴代   | 選手             | 戴冠回数 | 防衛回数 | 獲得日付       | 獲得場所 （対戦相手・その他）                 |
| ------ | ---------------- | -------- | -------- | -------------- | --------------------------------------------- |
| 初代   | キャンディー奥津 | 1        | 3        | 1995年6月16日  | 両国国技館 矢樹広弓、菅生裕美による巴戦       |
| 第2代  | 矢樹広弓         | 1        | 0        | 1995年12月6日  | 名古屋市体育館 1995年12月7日に負傷のため返上  |
| 第3代  | 矢樹広弓         | 2        | 4        | 1996年5月6日   | 博多スターレーン キャンディー奥津             |
| 第4代  | キャンディー奥津 | 2        | 0        | 1996年7月27日  | 久屋大通広場 1996年8月4日返上                 |
| 第5代  | 久住智子         | 1        | 10       | 1996年8月10日  | 後楽園ホール 天野理恵子                       |
| 第6代  | 宮口知子         | 1        | 5        | 1997年8月17日  | 後楽園ホール 1998年3月5日返上                 |
| 第7代  | 春山香代子       | 1        | 3        | 1999年5月12日  | 神戸サンボーホール 倉垣翼                     |
| 第8代  | 倉垣翼           | 1        | 2        | 2000年9月3日   | 後楽園ホール 2001年10月27日返上               |
| 第9代  | 市川狐火名       | 1        | 0        | 2001年12月9日  | ディファ有明 仲村由佳、米山香織による巴戦     |
| 第10代 | 米山香織         | 1        | 4        | 2002年7月6日   | 金町地区センター 渡辺えりか 2004年8月15日返上 |
| 第11代 | 松尾永遠         | 1        | 0        | 2005年2月20日  | 東京キネマ倶楽部 渡辺えりか                   |
| 第12代 | 渡辺えりか       | 1        | 0        | 2005年5月15日  | 後楽園ホール 2005年12月3日に引退のため返上    |
| 第13代 | 中島安里紗       | 1        | 2        | 2006年12月24日 | 後楽園ホール 希月あおい                       |

### プリンセス・オブ・プロレスリング王座
| 歴代  | 選手          | 戴冠回数 | 防衛回数 | 獲得日付       | 獲得場所 （対戦相手・その他）                           |
| ----- | ------------- | -------- | -------- | -------------- | ------------------------------------------------------- |
| 初代  | 風香          | 1        | 4        | 2006年6月24日  | 新木場1stRING 夏樹☆ヘッド                               |
| 第2代 | 夏樹☆たいよう | 1        | 0        | 2006年12月31日 | 後楽園ホール 2007年4月1日に防衛期限切れのため王座預かり |
| 第3代 | 中島安里紗    | 1        | 0        | 2007年6月17日  | 新木場1stRING 松本浩代、浦井百合による巴戦              |

### JWP認定ジュニア&POP王座
| 歴代          | 選手                 | 戴冠回数 | 防衛回数 | 獲得日付       | 獲得場所 （対戦相手・その他）                        |
| ------------- | -------------------- | -------- | -------- | -------------- | ---------------------------------------------------- |
| 第13代&第3代  | 中島安里紗           | 1        | 0        | 2007年6月17日  | 新木場1stRING                                        |
| 第14代&第4代  | ティラノサウルス奥田 | 1        | 3        | 2007年11月18日 | Zepp Sendai                                          |
| 第15代&第5代  | 中島安里紗           | 2        | 1        | 2008年6月8日   | アゼリア大正                                         |
| 第16代&第6代  | 松本浩代             | 1        | 2        | 2008年12月21日 | 後楽園ホール                                         |
| 第17代&第7代  | 大畠美咲             | 1        | 2        | 2009年5月31日  | 後楽園ホール                                         |
| 第18代&第8代  | 水波綾               | 1        | 2        | 2009年12月20日 | Zepp Sendai                                          |
| 第19代&第9代  | 悲恋                 | 1        | 1        | 2010年9月3日   | Zepp Sendai                                          |
| 第20代&第10代 | 花月                 | 1        | 4        | 2011年3月6日   | 東京キネマ倶楽部                                     |
| 第21代&第11代 | 下野佐和子           | 1        | 5        | 2011年7月17日  | 大阪ミナミ ムーブ・オン アリーナ                     |
| 第22代&第12代 | ラビット美兎         | 1        | 3        | 2012年4月22日  | 後楽園ホール                                         |
| 第23代&第13代 | 勝愛実               | 1        | 4        | 2012年12月24日 | 後楽園ホール                                         |
| 第24代&第14代 | Sareee               | 1        | 1        | 2014年4月20日  | 後楽園ホール                                         |
| 第25代&第15代 | ラビット美兎         | 2        | 2        | 2014年8月17日  | 後楽園ホール                                         |
| 第26代&第16代 | ライディーン鋼       | 1        | 0        | 2015年4月5日   | 後楽園ホール                                         |
| 第27代&第17代 | 山下りな             | 1        | 0        | 2015年4月26日  | 淀川区民センター                                     |
| 第28代&第18代 | 小林香萌             | 1        | 2        | 2015年8月9日   | 後楽園ホール                                         |
| 第29代&第19代 | ライディーン鋼       | 2        | 4        | 2015年9月23日  | 博多スターレーン 2016年8月19日返上                   |
| 第30代&第20代 | 木村花               | 1        | 2        | 2016年9月18日  | 板橋グリーンホール 藤ヶ崎矢子                        |
| 第31代&第21代 | 藤ヶ崎矢子           | 1        | 2        | 2016年12月28日 | 後楽園ホール 2017年4月2日にJWP認定ジュニア王座を封印 |

### プリンセス・オブ・プロレスリング王座
| 歴代   | 選手       | 戴冠回数 | 防衛回数 | 獲得日付       | 獲得場所 （対戦相手・その他）                        |
| ------ | ---------- | -------- | -------- | -------------- | ---------------------------------------------------- |
| 第21代 | 藤ヶ崎矢子 | 2        | 3        | 2016年12月28日 | 後楽園ホール                                         |
| 第22代 | 安納サオリ | 1        | 3        | 2017年7月30日  | DIAMOND HALL 2018年6月27日返上                       |
| 第23代 | 鈴季すず   | 1        | 0        | 2019年9月4日   | 浅草花劇場 観客の投票で王者に認定 2020年12月13日返上 |
| 第24代 | AKARI      | 1        | 7        | 2021年2月7日   | 板橋グリーンホール 谷もも                            |
| 第25代 | 梅咲遥     | 1        | 2        | 2022年4月24日  | 板橋グリーンホール                                   |
| 第26代 | 久令愛     | 1        | 3        | 2022年8月11日  | 後楽園ホール                                         |
| 第27代 | 海樹リコ   | 1        | 2        | 2022年12月18日 | 後楽園ホール                                         |
| 第28代 | 大空ちえ   | 1        | 3        | 2023年4月16日  | 後楽園ホール 2023年7月30日王座預かり                 |
| 第29代 | 大空ちえ   | 2        | 0        | 2023年9月23日  | 板橋グリーンホール 田中きずな                        |
| 第30代 | 神姫楽ミサ | 1        | 0        | 2023年10月9日  | BASEMENT MONSTAR                                     |
| 第31代 | 柳川澄樺   | 1        | 3        | 2023年11月23日 | 山形ビッグウイング                                   |
| 第32代 | 大空ちえ   | 3        | 2        | 2024年4月28日  | 浅草橋ヒューリックホール                             |
| 第33代 | 炎華       | 1        | 2        | 2024年7月21日  | 板橋グリーンホール                                   |